# Красная розелла
Красная розелла (лат. Platycercus elegans) — птица отряда попугаеобразных.

## Внешний вид
Длина тела 32—36 см, хвоста 15—17 см; вес около 55—65 г. Окраска пёстрая. Голова и грудь красные, щёки голубовато-белые, низ тела зелёный, спина чёрная, хвост зелёный с белым, крылья синие. Самцы и самки не отличаются друг от друга.

## Распространение
Обитает на востоке и юге Австралии и прилегающих островах.

## Образ жизни
Населяют прибрежные области и избегают засушливых мест. Держатся стаями.

## Размножение
Гнездятся в дуплах деревьев, откладывают яйца на дно дупла. В кладке 4—8 яиц кремового цвета. Насиживание длится около 22—24 дней. Через 30 дней птенцы вылетают из гнезда. Родители подкармливают их ещё 2—3 недели.

## Содержание
Обладают спокойным нравом, доверчивы к человеку. Продолжительность жизни около 25—35 лет. В неволе размножаются очень редко, так как часто бросают кладку или птенцов.

## Классификация
Вид включает в себя 7 подвидов:
- Platycercus elegans nigrescens E. P. Ramsay, 1888 — населяет побережья на севере штата Квинсленд. Перья в верхней части тела имеют яркую карминовую окраску с чёрной каймой.
- Platycercus elegans filewoodi McAllan & Bruce, 1989
- Platycercus elegans elegans (Gmelin, 1788) — номинативный подвид. Обитает в Южном Квинсленде, Новом Южном Уэльсе, на территории штата Виктория. Имеет более бледную красную окраску.
- Platycerus elegans melanopterus North, 1906
- Platycercus elegans adelaidae Gould, 1840
- Platycercus elegans subadelaidae Mathews, 1912 — распространена в южной части Австралии и является типичной переходной формой с большой индивидуальной вариабельностью. Перья на нижней стороне тела светлоокрашенный, а на брюхе бывают жёлтыми.
- Соломенно-жёлтая розелла Platycercus elegans flaveolus Gould, 1837 — распространена в Новом Южном Уэльсе по берегам крупных рек. Долгое время считали самостоятельным видом. Теперь же рассматривают как последнее звено в переходе от красной окраски оперения к жёлтой. Нижняя сторона тела, голова и кроющие спины соломенно-жёлтого цвета. Из красного — узкая полоска на лбу и иногда, у старых птиц, красноватый оттенок на груди.

## Галерея

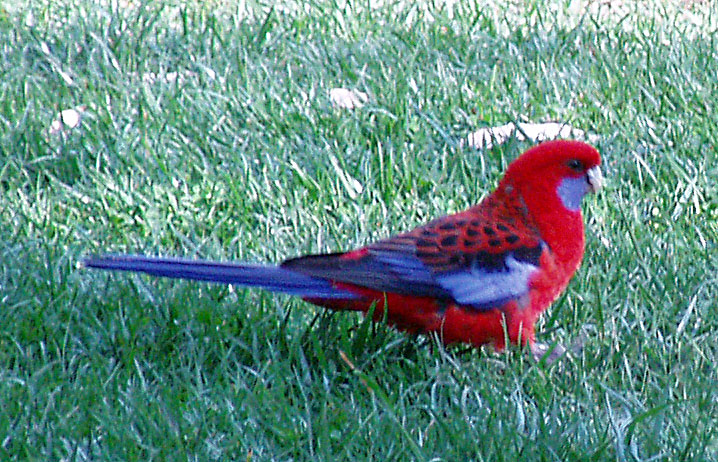
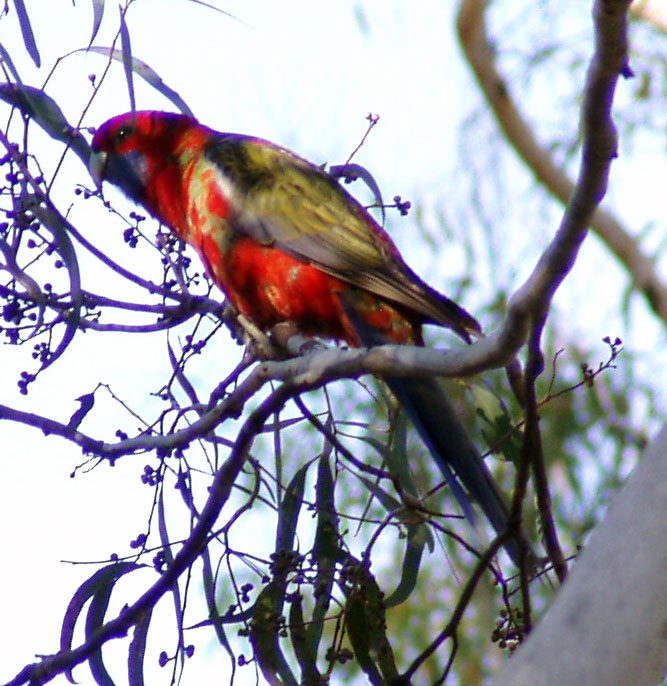